# Zielone Świątki

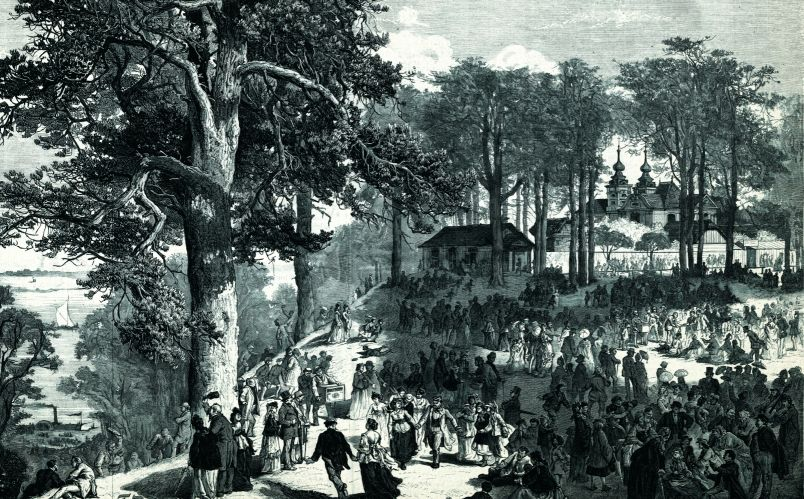
Bielany, pod Warszawą w Zielone Świątki

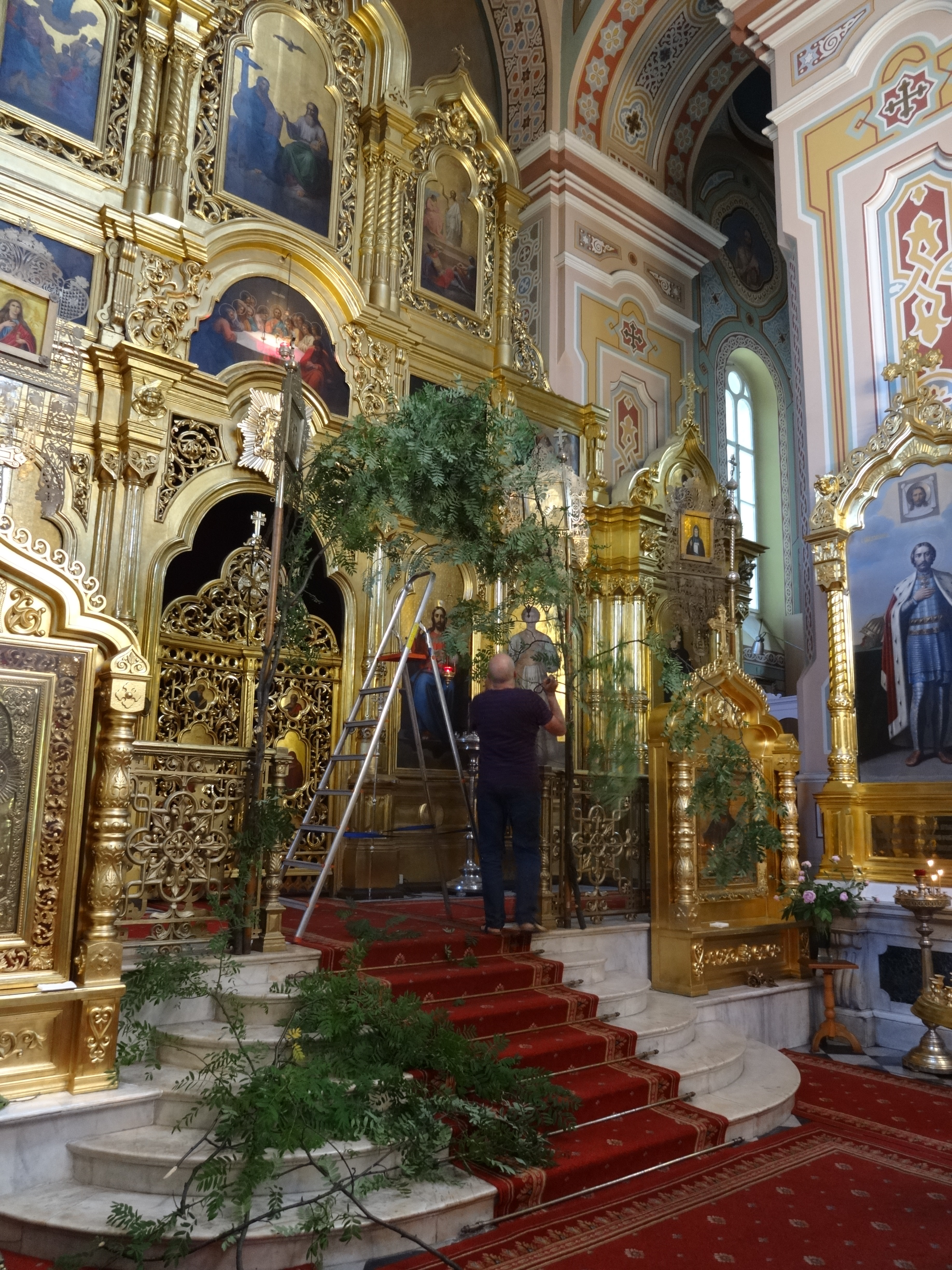
Przygotowania do Zielonych Świątek w cerkwi Marii Magdaleny w Warszawie (2017)

Zielone Świątki – potoczna (ludowa) nazwa święta Zesłania Ducha Świętego, którego geneza związana jest z przedchrześcijańskimi – pogańskimi – obrzędami wiosennymi o charakterze płodnościowym (siła drzew, zielonych gałęzi i wszelkiej wegetacji) oraz zaduszkowym (kult przodków, dziady wiosenne). Zielone Świątki przypuszczalnie wywodzą się z wcześniejszego słowiańskiego święta zwanego Stado, którego pozostałością są odbywające się w tym okresie ludowe odpusty, w Niemczech obchodzone pod nazwą Pfingsten. Zielone Świątki są świętem ruchomym i ich data jest uzależniona od daty Wielkanocy. Zesłanie Ducha Świętego wypada zawsze na 49 dni od Niedzieli Wielkanocnej. Oddaje to inna nazwa tego święta  – Pięćdziesiątnica.

## Zwyczaje
Ludowe obyczaje związane z Zielonymi Świątkami mają swe źródła w obrzędowości przedchrześcijańskiej. Wpisane są w rytm przyrody, oczekiwanie nadejścia lata. Ich archetypem są magiczne praktyki, które miały oczyścić ziemię z demonów wodnych, odpowiedzialnych wiosną za proces wegetacji. Działania te miały zapewnić obfite plony. W tym celu palono ognie, domy przyozdabiano zielonymi gałązkami, tatarakiem, kwiatami (przystrajanie domostw zielonymi gałęziami miało zapewnić urodzaj, a także ochronić przed urokami). Niektórzy wycinali młode brzózki i stawiali je w obejściu. W ludowej tradycji ziemi dobrzyńskiej – choć już w sposób cząstkowy – zachowały się zwyczaje związane z kultem drzew i zielonych gałęzi. Bydło okadzano dymem ze spalonych święconych ziół, przystrajano wieńcami i kwiatami, a po grzbietach i bokach toczono jajka. W okresie późniejszym zasiane pola obchodziły procesje, niesiono chorągwie i obrazy święte, śpiewano przy tym pieśni nabożne.
W zależności od regionu nazywane były dawniej również Sobótkami (południowa Polska) lub Palinockami (Podlasie) – konsekwencja tego, gdy w okresie chrystianizacji próbowano przenieść obchody Nocy Kupalnej na okres majowych Zielonych Świątek (a dopiero później na termin pierwotnie bliższy temu pogańskiemu świętu, na specjalnie w tym celu ustanowioną wigilię św. Jana). Zielone Świątki szczególnie były popularne wśród pasterzy, którzy ucztowali i tańczyli przy ogniu. Zwyczaj ten do dzisiaj jest popularny wśród górali zagórzańskich i Podhalan, w sobótkową noc na wielu wzgórzach palą się widoczne z daleka ogniska, od których odpala się tzw. fakły (lub kozubki) – szczególny rodzaj pochodni, robionej z kory młodego świerka (w gwarze podhalańskiej smreka/smereka). Robi się z niej swego rodzaju sakwę na długim kiju, do której wkłada się żywicę. Z fakłami robi się pochody między poszczególnymi watrami (tj. ogniskami), a także obchodzi pola, szczególnie te zasiane, w celu odpędzenia złych duchów od zagonów i pól.
Tradycja Zielonych Świątek przetrwała również w Dolnej Saksonii (Pfingstbaumpflanzen) oraz na zachodniej Ukrainie (Wodzenie kusta).